# イシュメ・ダガン
イシュメ・ダガン（Ishme Dagan）は、古代メソポタミア、イシン第1王朝の第4代王。

## 略歴
先王イディン・ダガンの息子として生まれ、父王の跡を継いでイシン王となった。イシュメ・ダガンの治世には経済改革が行われたらしい事が後世の文学作品より知られている。その中でも彼の治世にニップル市に対して免税特権が与えられたことが強調されているが、これ自体は経済政策というよりは、宗教的中心地であったニップル市の有力者の歓心を買う事で離反を阻止しようとしたものであるとされる。
この他、徳政令の発布や娘をウルの女性祭司に任命するなどの処置を行って国内の安定に努めた。彼の治世以降たびたび発布される徳政令は、経済面において何らかの社会不安が醸成されていたことを示すともいわれる。こうした政策は息子のリピト・イシュタルに受け継がれることになる。
なお同名の王にアッシリアの王イシュメ・ダガン1世とイシュメ・ダガン2世がいる。